# 송달민
송달민(宋達民, 1967년 11월 6일 ~ )은 대만의 연예인이다. 중화권 드라마 등에 출연중이며, 일란성 쌍둥이 형인 송일민 역시 연예인이다. 송달민은 15분 늦게 태어난 동생이다.

## 작품 활동

### 드라마
- 1992 유백온전기(劉伯溫傳奇)
- 1993 포청천ㅡ연생겁(孪生劫)
- 1993 포청천ㅡ도룡기(屠龙记)
- 1993 포청천ㅡ자금추(紫金锤)
- 1993 포청천ㅡ보살령 (菩萨岭)
- 1993 포청천ㅡ심친기(寻亲记)
- 1994 칠협오의ㅡ영웅무루(英雄无泪)
- 1996 삼국영웅전관공(三國英雄傳關公)
- 1997 걸개황제주원장(乞丐皇帝朱元璋)
- 2000 소오강호(笑傲江湖)
- 2001 비룡재천속집(飞龙在天續集)
- 2001 청사여백사(青蛇與白蛇)
- 2004 형제자매(兄弟姐妹)
- 2006 천장지구(天长地久)
- 2009 진정만천하(真情滿天下)
- 2010 천하부모심(天下父母心)
- 2013 천천유희(天天有喜)
- 2015 극품신낭(極品新娘)

### 영화
- 1990 장지호정(壮志豪情)